# 180 (số)
180 (một trăm tám mươi) là một số tự nhiên ngay sau 179 và ngay trước 181.